# Portret Tommasa Portinarija
Portret Tommasa Portinarija, delo Hansa Memlinga hrani Metropolitanski muzej umetnosti v New Yorku. Izdelan je bil okoli 1470-ih v olju na hrastovi plošči in meri 44,1 krat 33,7 centimetra. Ta slika in Memlingov Portret Marije Portinari morda tvorita krili  razstavljenega triptiha; domneva se, da je bila osrednja plošča zdaj izgubljena upodobitev Madone in otroka; morda Memlingova Devica in otrok v Narodni galeriji v Londonu.

## Ozadje
Tommaso Portinari je bil Florentinec, poslan v Brugge okoli leta 1440, da je delal v lokalni podružnici Medičejske banke. Okoli leta 1465 je postal direktor podružnice. Portinari je bil pokrovitelj Huga van der Goesa, ki je naslikal Portinarijev oltar, in tudi Hansa Memlinga. Triptih je bil verjetno naročen leta 1470 za praznovanje Portinarijeve poroke z Marijo, zaradi njihovih zasebnih verskih pobožnosti v njihovem razkošnem domu v Bruggeu pri Bladelinhofu.
Tommaso je zastopal Medičejsko banko v Bruggeu, vendar je po obetavni zgodnji karieri Karlu Drznemu dal številna tvegana nezavarovana posojila, ki so sčasoma privedla do plačilne nesposobnosti podružnice. Par se je leta 1497 vrnil v Firence, vendar je Tommaso umrl mlad.

## Opis
Delo je tričetrtinski doprsni portret Portinarija, ki je obrnjen na desno in postavljen na temno ozadje. Nosi črno plašč, iz katerega štrlijo ovratnik in rokavi temne halje, značilna oblačila tedanjega zgornjega srednjega razreda. Roke so stisnjene, kot da moli, komolci počivajo na parapetu ob spodnjem robu okvirja ali tik pod njim. Na roki nosi prstan. Izris detajlov obraza je izjemen, z mehkimi lasmi, ki padejo na čelo, na ušesa in na zatilje, intenzivne in izrazite oči, čeprav niso obrnjene proti gledalcu, raven in oster nos, tanka usta, brada koničasta. Podrisba kaže, da je Memling spremenil položaj Tommasovih rok, da so manj vertikalne.
Tommasov sin Francesco Portinari je to delo zapustil bolnišnici Santa Maria Nuova leta 1544, ko je bilo opisano kot unum tabernaculettum que clauditur s tribus sportellis, v tem est depicta imago Gloriossime virginis Marie et patris et matris dicti testatoris" (v prevodu: majhen tabernakelj s tremi tečajnimi ploščami, na katerih so naslikane podobe najslavnejše Device Marije ter zapustnikovega očeta in matere). V bolnišnici je ostal do Napoleonovih časov, kasneje pa je bil v zbirki Demidoff. Ni jasno, kdaj je bila osrednja plošča ločena od obeh kril.
Plošči Tommasa in Marije Portinari sta bili prodani leta 1870 s pripisom Dieric Bouts za 6000 frankov. V Rimu jih je leta 1900 pridobila Elia Volpi, nato pa sta leta 1901 šli skozi roke Thomas Agnew & Sons v Londonu in Léopolda Goldschmidta v Parizu. Vključeni sta bili na pomembno razstavo Primitifs flamands v Bruslju leta 1902. Leta 1910 je plošče Kleinberger prodal Benjaminu Altmanu za 426.500 dolarjev; ob njegovi smrti leta 1913 jih je prepustil Metropolitanskemu muzeju umetnosti.